# بوب دافي
بوب دافي (بالإنجليزية: Bob Davie)‏ هو لاعب كرة قدم أمريكية أمريكي، ولد في 30 سبتمبر 1954 في سيويكلي في الولايات المتحدة.